# Buići (Poreč)
Pour les articles homonymes, voir Buići.
Buići (en italien : Buici) est une localité de Croatie située en Istrie, dans la municipalité de Poreč, dans le comitat d'Istrie. En 2001, la localité comptait 115 habitants.

## Démographie
| 1948 | 1953 | 1961 | 1971 | 1981 | 1991 | 2001 |
| ---- | ---- | ---- | ---- | ---- | ---- | ---- |
| 47   | 44   | 31   | 18   | 31   | 63   | 115  |